# Вайсфельд Олександр Якович
Олекса́ндр Я́кович Вайсфе́льд (10 січня 1919, Сатанів, нині селище міського типу Городоцького району Хмельницької області — 2000, Львів) — український скрипаль, музичний педагог.

## Біографічні відомості
Олександр Якович Вайсфельд народився 10 січня 1919 року в містечку Сатанові. Грі на скрипці навчався в Кам'янці-Подільському в Зденека Комінека.
Закінчив Київську консерваторію, де навчався в професора Давида Бертьє (учень Л. Ауера) та професора Якова Магазинера (учень І. Р. Налбандяна).
Жив у Львові. Працював в. о. доцента Львівської державної консерваторії імені Миколи Лисенка. Викладав у Львівській середній спеціальній музичній школі-інтернаті імені Соломії Крушельницької . 30 років керував ансамблем скрипалів, створеним професором Павлом Макаренком.
Серед учнів — лавреат Першої премії Міжнародного конкурсу скрипалів імені Ніколо Паганіні Ю. Корчинський, заслужений артист України Володимир Дуда, Ігор Гриньків, Наталка Костик, Володимир Коцюруба, заслужений діяч мистецтв України, професор Юрій Соколовський, народна артистка України Наталка Мандрика, Юрій Войтинський, Олександр Мазепа, Володимир Микитка .